# Allsvenskan 2015
L'Allsvenskan 2015 è stata la 91ª edizione della massima serie del campionato svedese di calcio con la denominazione di Allsvenskan. È iniziata il 4 aprile 2015 e si è conclusa il 31 ottobre 2015 con il tredicesimo titolo dell'IFK Norrköping, tornato a vincere il campionato dopo 26 anni.

## Stagione

### Novità
Rispetto all'edizione precedente, le squadre promosse dalla Superettan 2014 sono l'Hammarby e il GIF Sundsvall. Esse hanno preso il posto delle retrocesse Mjällby e Brommapojkarna.
Dal doppio spareggio salvezza/promozione del novembre 2014 non erano emersi cambiamenti: il Gefle, terzultimo nella Allsvenskan 2014, aveva infatti mantenuto la categoria a discapito del Ljungskile, terzo nella Superettan 2014.

### Formula
Le 16 squadre partecipanti si affrontano in un girone di andata e ritorno, per un totale di 30 giornate.

La squadra campione di Svezia ha il diritto di partecipare al secondo turno di qualificazione della UEFA Champions League 2016-2017.

La seconda e la terza classificata, assieme alla vincitrice della Svenska Cupen 2014-2015, sono ammesse al primo turno di qualificazione della UEFA Europa League 2016-2017.

La terzultima classificata gioca uno spareggio salvezza/promozione contro la terza classificata della Superettan 2015.

Le ultime due classificate sono retrocesse direttamente in Superettan.

## Squadre partecipanti
| Club           | Città       | Stadio                                                                   | Stagione 2014            |
| -------------- | ----------- | ------------------------------------------------------------------------ | ------------------------ |
| AIK            | Stoccolma   | Friends Arena                                                            | 3º posto in Allsvenskan  |
| Djurgården     | Stoccolma   | Tele2 Arena                                                              | 7º posto in Allsvenskan  |
| Elfsborg       | Borås       | Borås Arena                                                              | 4º posto in Allsvenskan  |
| Falkenberg     | Falkenberg  | Falkenbergs IP                                                           | 13º posto in Allsvenskan |
| Gefle          | Gävle       | Strömvallen (fino alla 6ª giornata) Gavlevallen (dalla 9ª giornata)      | 14º posto in Allsvenskan |
| GIF Sundsvall  | Sundsvall   | Norrporten Arena                                                         | 2º posto in Superettan   |
| Halmstad       | Halmstad    | Örjans Vall                                                              | 10º posto in Allsvenskan |
| Hammarby       | Stoccolma   | Tele2 Arena                                                              | 1º posto in Superettan   |
| Helsingborg    | Helsingborg | Olympia                                                                  | 9º posto in Allsvenskan  |
| Häcken         | Göteborg    | Gamla Ullevi (fino alla 13ª giornata) Bravida Arena (dalla 14ª giornata) | 5º posto in Allsvenskan  |
| IFK Göteborg   | Göteborg    | Gamla Ullevi                                                             | 2º posto in Allsvenskan  |
| IFK Norrköping | Norrköping  | Nya Parken                                                               | 12º posto in Allsvenskan |
| Kalmar         | Kalmar      | Guldfågeln Arena                                                         | 11º posto in Allsvenskan |
| Malmö FF       | Malmö       | Swedbank Stadion                                                         | Campione di Svezia       |
| Åtvidaberg     | Åtvidaberg  | Kopparvallen                                                             | 8º posto in Allsvenskan  |
| Örebro         | Örebro      | Behrn Arena                                                              | 6º posto in Allsvenskan  |

### Allenatori e primatisti
| Squadra        | Allenatore                     | Calciatore più presente (tra parentesi il numero delle presenze) | Cannoniere (tra parentesi il numero dei gol segnati) |
| -------------- | ------------------------------ | ---------------------------------------------------------------- | ---------------------------------------------------- |
| AIK            | Andreas Alm                    | Mohamed Bangura (30)                                             | Henok Goitom (18)                                    |
| Djurgården     | Per Olsson                     | Emil Bergström, Sam Johnson (29)                                 | Nyasha Mushekwi (12)                                 |
| Elfsborg       | Magnus Haglund                 | Simon Lundevall, Arber Zeneli (30)                               | Viktor Claesson (11)                                 |
| Falkenberg     | Hans Eklund                    | Otto Martler, Adam Eriksson (30)                                 | Hakeem Araba (8)                                     |
| Gefle          | Roger Sandberg                 | 4 giocatori (30)                                                 | Johan Oremo (12)                                     |
| GIF Sundsvall  | Joel Cedergren e Roger Franzén | Pa Dibba (30)                                                    | Pa Dibba (8)                                         |
| Halmstad       | Jan Jönsson                    | Junes Barny (30)                                                 | 3 giocatori (4)                                      |
| Hammarby       | Nanne Bergstrand               | Lars Sætra (29)                                                  | Erik Israelsson (6)                                  |
| Helsingborg    | Henrik Larsson                 | Frederik Helstrup (29)                                           | Robin Simović (12)                                   |
| Häcken         | Peter Gerhardsson              | Nasiru Mohammed (30)                                             | Paulinho (11)                                        |
| IFK Göteborg   | Jörgen Lennartsson             | 3 giocatori (30)                                                 | Søren Rieks (10)                                     |
| IFK Norrköping | Janne Andersson                | David Mitov Nilsson (30)                                         | Emir Kujović (21)                                    |
| Kalmar         | Peter Swärdh                   | Marcus Antonsson (29)                                            | Marcus Antonsson (12)                                |
| Malmö FF       | Åge Hareide                    | 3 giocatori (28)                                                 | Markus Rosenberg (11)                                |
| Åtvidaberg     | Roar Hansen                    | Kristian Bergström, Martin Christensen (30)                      | John Owoeri (6)                                      |
| Örebro         | Alexander Axén                 | 3 giocatori (30)                                                 | Martin Broberg (10)                                  |

## Classifica finale
|                   | Pos. | Squadra        | Pt | G  | V  | N  | P  | GF | GS | DR  |
| ----------------- | ---- | -------------- | -- | -- | -- | -- | -- | -- | -- | --- |
| Svezia (bandiera) | 1.   | IFK Norrköping | 66 | 30 | 20 | 6  | 4  | 60 | 33 | +27 |
|                   | 2.   | IFK Göteborg   | 63 | 30 | 19 | 8  | 3  | 52 | 22 | +30 |
|                   | 3.   | AIK            | 61 | 30 | 18 | 7  | 5  | 54 | 34 | +20 |
|                   | 4.   | Elfsborg       | 55 | 30 | 16 | 7  | 7  | 59 | 42 | +17 |
|                   | 5.   | Malmö FF       | 54 | 30 | 15 | 9  | 6  | 54 | 34 | +20 |
|                   | 6.   | Djurgården     | 51 | 30 | 14 | 9  | 7  | 52 | 37 | +15 |
|                   | 7.   | Häcken         | 45 | 30 | 13 | 6  | 11 | 45 | 39 | +6  |
|                   | 8.   | Helsingborg    | 37 | 30 | 11 | 4  | 15 | 43 | 45 | -2  |
|                   | 9.   | Örebro         | 36 | 30 | 9  | 10 | 11 | 36 | 50 | -14 |
|                   | 10.  | Gefle          | 34 | 30 | 9  | 7  | 14 | 34 | 50 | -16 |
|                   | 11.  | Hammarby       | 33 | 30 | 8  | 9  | 13 | 35 | 39 | -4  |
|                   | 12.  | GIF Sundsvall  | 32 | 30 | 9  | 5  | 16 | 34 | 52 | -18 |
|                   | 13.  | Kalmar         | 31 | 30 | 8  | 7  | 15 | 31 | 42 | -11 |
|                   | 14.  | Falkenberg     | 25 | 30 | 7  | 4  | 19 | 38 | 56 | -18 |
|                   | 15.  | Halmstad       | 21 | 30 | 4  | 9  | 17 | 21 | 44 | -23 |
|                   | 16.  | Åtvidaberg     | 16 | 30 | 2  | 10 | 18 | 25 | 54 | -29 |

Legenda:

      Campione di Svezia e ammessa in UEFA Champions League 2016-2017
      Ammesse in UEFA Europa League 2016-2017
 Spareggio salvezza-promozione
      Retrocesse in Superettan 2016
Tre punti a vittoria, uno a pareggio, zero a sconfitta.
La classifica viene stilata secondo i seguenti criteri:
- Punti conquistati
- Differenza reti generale
- Reti totali realizzate

## Risultati
|                | AIK  | Dju  | Elf  | Fal  | Gef  | GIF  | Hal  | Ham  | Hel  | Häc  | IFG  | IFN  | Kal  | Mal  | Åtv  | Öre  |
| -------------- | ---- | ---- | ---- | ---- | ---- | ---- | ---- | ---- | ---- | ---- | ---- | ---- | ---- | ---- | ---- | ---- |
| AIK            | –––– | 1-0  | 4-2  | 4-3  | 3-1  | 4-1  | 2-1  | 2-0  | 3-1  | 2-1  | 1-2  | 2-2  | 2-1  | 2-1  | 1-0  | 3-0  |
| Djurgården     | 2-2  | –––– | 1-2  | 3-1  | 5-1  | 4-2  | 4-2  | 2-2  | 2-2  | 2-1  | 2-2  | 1-1  | 1-0  | 0-2  | 0-0  | 2-0  |
| Elfsborg       | 3-2  | 2-0  | –––– | 4-2  | 5-1  | 1-2  | 2-0  | 1-1  | 2-1  | 1-0  | 1-1  | 3-2  | 2-1  | 2-2  | 3-1  | 2-2  |
| Falkenberg     | 2-4  | 0-2  | 2-2  | –––– | 0-2  | 1-1  | 1-0  | 0-1  | 2-3  | 1-2  | 1-0  | 0-1  | 1-3  | 3-3  | 6-0  | 2-0  |
| Gefle          | 1-2  | 2-1  | 2-3  | 1-0  | –––– | 3-1  | 0-0  | 1-1  | 2-1  | 2-0  | 0-0  | 1-2  | 2-0  | 1-2  | 1-1  | 2-2  |
| GIF Sundsvall  | 0-2  | 0-2  | 0-1  | 0-1  | 2-1  | –––– | 0-0  | 3-0  | 2-1  | 1-1  | 2-2  | 0-1  | 1-1  | 1-4  | 0-1  | 1-0  |
| Halmstad       | 0-1  | 2-3  | 1-0  | 0-1  | 0-1  | 1-0  | –––– | 2-1  | 1-2  | 0-2  | 1-2  | 0-3  | 1-0  | 0-0  | 0-0  | 2-2  |
| Hammarby       | 1-0  | 2-1  | 0-0  | 3-0  | 3-0  | 1-2  | 2-2  | –––– | 1-4  | 2-0  | 0-1  | 0-1  | 0-0  | 0-1  | 2-1  | 1-2  |
| Helsingborg    | 3-1  | 0-1  | 2-1  | 0-0  | 1-2  | 2-0  | 2-0  | 1-0  | –––– | 1-2  | 1-2  | 3-1  | 1-2  | 0-3  | 3-0  | 0-2  |
| Häcken         | 0-0  | 1-1  | 5-2  | 0-2  | 1-1  | 3-1  | 4-1  | 3-3  | 3-2  | –––– | 1-2  | 0-2  | 3-0  | 1-0  | 3-0  | 2-0  |
| IFK Göteborg   | 3-0  | 0-0  | 1-0  | 2-1  | 3-0  | 3-2  | 1-1  | 1-0  | 3-1  | 4-0  | –––– | 0-0  | 2-2  | 0-1  | 1-0  | 6-0  |
| IFK Norrköping | 1-2  | 4-2  | 0-4  | 2-0  | 4-1  | 5-1  | 3-1  | 1-0  | 3-2  | 3-1  | 2-2  | –––– | 2-1  | 3-1  | 2-1  | 1-1  |
| Kalmar         | 0-0  | 0-3  | 0-3  | 4-0  | 3-1  | 0-2  | 1-0  | 2-2  | 0-0  | 0-1  | 0-2  | 1-2  | –––– | 2-1  | 2-1  | 3-0  |
| Malmö FF       | 0-0  | 1-1  | 1-1  | 4-3  | 2-0  | 3-0  | 3-1  | 3-1  | 3-1  | 0-3  | 2-1  | 0-2  | 3-0  | –––– | 3-0  | 2-2  |
| Åtvidaberg     | 1-1  | 2-3  | 1-2  | 3-1  | 1-1  | 2-3  | 0-0  | 0-3  | 1-2  | 1-1  | 0-1  | 1-1  | 1-1  | 2-2  | –––– | 2-3  |
| Örebro         | 1-1  | 0-1  | 4-2  | 2-1  | 1-0  | 1-3  | 1-1  | 0-0  | 0-0  | 2-0  | 0-2  | 1-3  | 2-1  | 1-1  | 2-1  | –––– |

## Spareggio salvezza/promozione
Nello spareggio salvezza/promozione si affrontano la squadra classificata al 14º posto di Allsvenskan (Falkenberg) e la squadra classificata al 3º posto di Superettan (Sirius).
| Arbitro: | Andreas Ekberg (Lund) |

|                   |           |                         |
| Ogbu 11’ Ogbu 64’ | Marcatori | 19’ Nilsson 56’ Nilsson |

| Arbitro: | Mohammed Al-Hakim (Köping) |

|          |           |              |
| Keat 56’ | Marcatori | 19’ Eriksson |

Il Falkenberg mantiene la permanenza in Allsvenskan per effetto della regola dei gol fuori casa.

## Statistiche

### Squadre

#### Capoliste solitarie
- 5ª giornata:  IFK Göteborg
- Dalla 6ª alla 7ª giornata:  Malmö FF
- Dalla 8ª alla 16ª giornata:  IFK Göteborg
- 18ª giornata:  IFK Göteborg
- Dalla 22ª alla 24ª giornata:  IFK Göteborg
- 27ª giornata:  IFK Norrköping
- Dalla 29ª alla 30ª giornata:  IFK Norrköping

### Individuali

#### Classifica marcatori
| Gol | Rigori |  | Giocatore         | Squadra        |
| --- | ------ |  | ----------------- | -------------- |
| 21  | 3      |  | Emir Kujović      | IFK Norrköping |
| 18  |        |  | Henok Goitom      | AIK            |
| 12  |        |  | Nyasha Mushekwi   | Djurgården     |
| 12  | 1      |  | Johan Oremo       | Gefle          |
| 12  | 1      |  | Robin Simović     | Helsingborg    |
| 12  | 4      |  | Marcus Antonsson  | Kalmar         |
| 11  | 1      |  | Viktor Claesson   | Elfsborg       |
| 11  | 1      |  | Markus Rosenberg  | Malmö FF       |
| 11  | 2      |  | Paulinho          | Häcken         |
| 10  |        |  | Martin Broberg    | Örebro         |
| 10  |        |  | Sam Johnson       | Djurgården     |
| 10  |        |  | Christoffer Nyman | IFK Norrköping |
| 10  |        |  | Viktor Prodell    | Elfsborg       |
| 10  |        |  | Søren Rieks       | IFK Göteborg   |
| 10  |        |  | Arber Zeneli      | Elfsborg       |

#### Premi individuali di fine stagione
Di seguito i vincitori.
| Premio                 | Giocatore         | Squadra        |
| ---------------------- | ----------------- | -------------- |
| Miglior portiere       | John Alvbåge      | IFK Göteborg   |
| Miglior difensore      | Andreas Johansson | IFK Norrköping |
| Miglior centrocampista | Ebenezer Ofori    | AIK            |
| Miglior attaccante     | Emir Kujović      | IFK Norrköping |
| Miglior allenatore     | Janne Andersson   | IFK Norrköping |
| Miglior giovane        | Kerim Mrabti      | Djurgården     |
| Miglior giocatore      | Henok Goitom      | AIK            |

## Verdetti
- IFK Norrköping campione di Svezia 2015 e ammesso al secondo turno di qualificazione della UEFA Champions League 2016-2017.
- Häcken ammesso al secondo turno di qualificazione della UEFA Europa League 2016-2017.
- IFK Göteborg e AIK ammessi al primo turno di qualificazione della UEFA Europa League 2016-2017.
- Halmstad e Åtvidaberg retrocessi in Superettan 2016.